# Ruff Ryders Entertainment
Ruff Ryders Entertainment is een Amerikaanse platenmaatschappij, gevestigd in New York. De naam Ruff Ryders is genoemd naar Theodore Roosevelts eerste ruiterscavalerie tijdens de Spaans-Amerikaanse oorlog (de Rough Riders). Het label is volledig gericht op hiphop en R&B. De meeste albums worden geproduceerd door Swizz Beatz.
Ruff Ryders werd in 1988 opgericht door Chivon Dean en haar broers Dee en Waah. Eind jaren 90 werd Ruff Ryders bekend bij het grote publiek door het contracteren van rapper DMX. Later kwamen daar artiesten bij zoals Jadakiss, The LOX en Eve. Door de jaren heen brachten niet alleen de artiesten zelf albums uit, ook werden CD's onder de naam van Ruff Ryders uitgebracht. Vanaf 1999 kwamen verschillende albums uit onder de naam Ruff Ryders Ryde or Die. Vele Ruff Ryders-artiesten werkten mee aan deze serie waarvan er inmiddels 4 van zijn uitgebracht.

## Artiesten
- Aja
- Devilz Son
- DMX
- Drag-On
- Flashy
- Infared & Cross
- J-Hood
- Jadakiss
- Jin
- Kartoon
- The LOX
- Eve
- Swizz Beatz
- WerewolF
- Yung Wun